# Honorat Koźmiński

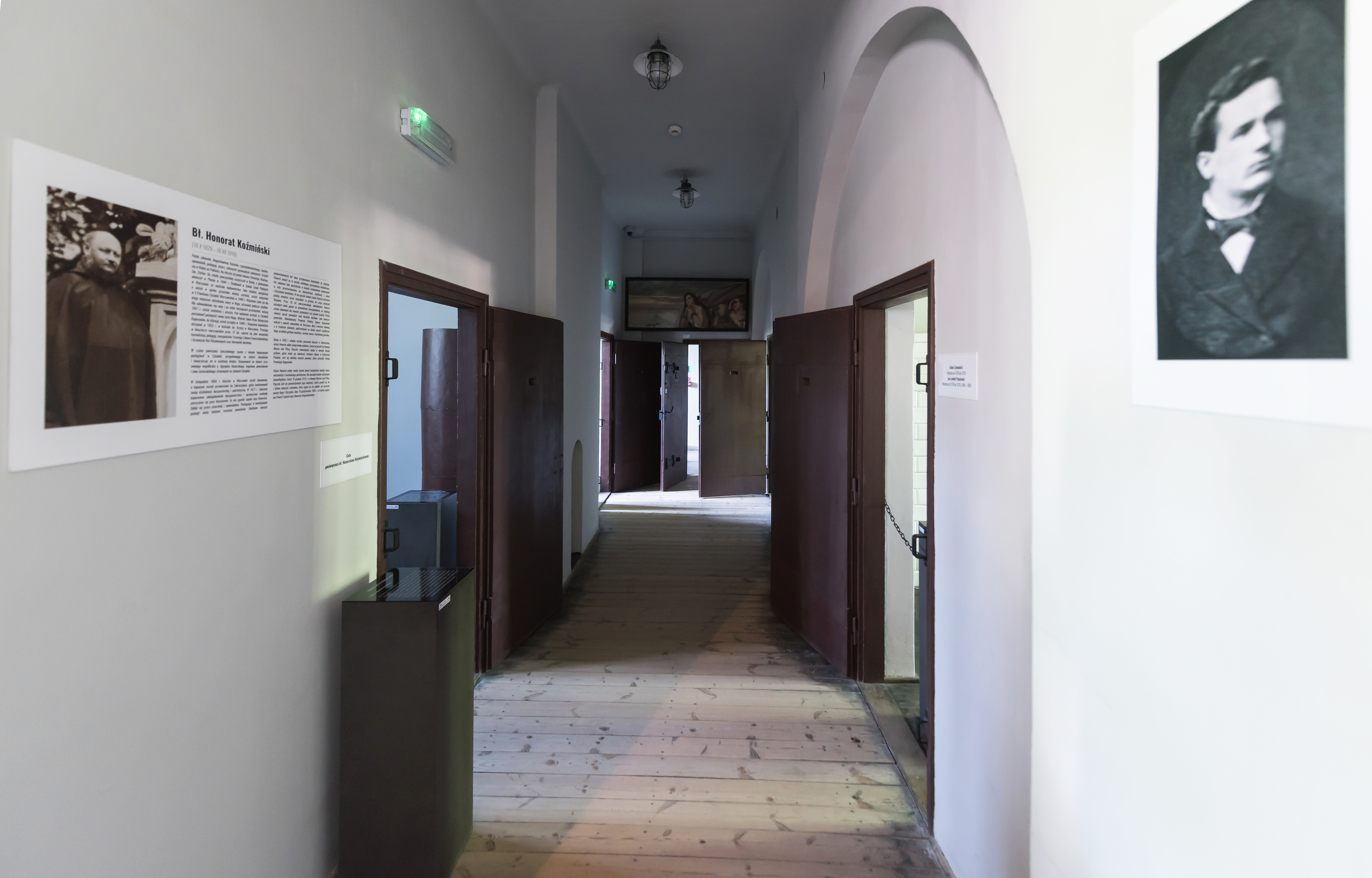
Cela (po lewej) w X Pawilonie Cytadeli Warszawskiej, w której przetrzymywany był Honorat Koźmiński

Honorat Koźmiński (właśc. Florentyn Wacław Jan Stefan Koźmiński; ur. 16 października 1829 w Białej Podlaskiej, zm. 16 grudnia 1916 w Nowym Mieście nad Pilicą) – polski kapucyn, teolog, prezbiter, założyciel wielu zgromadzeń zakonnych oraz błogosławiony Kościoła rzymskokatolickiego.

## Życiorys

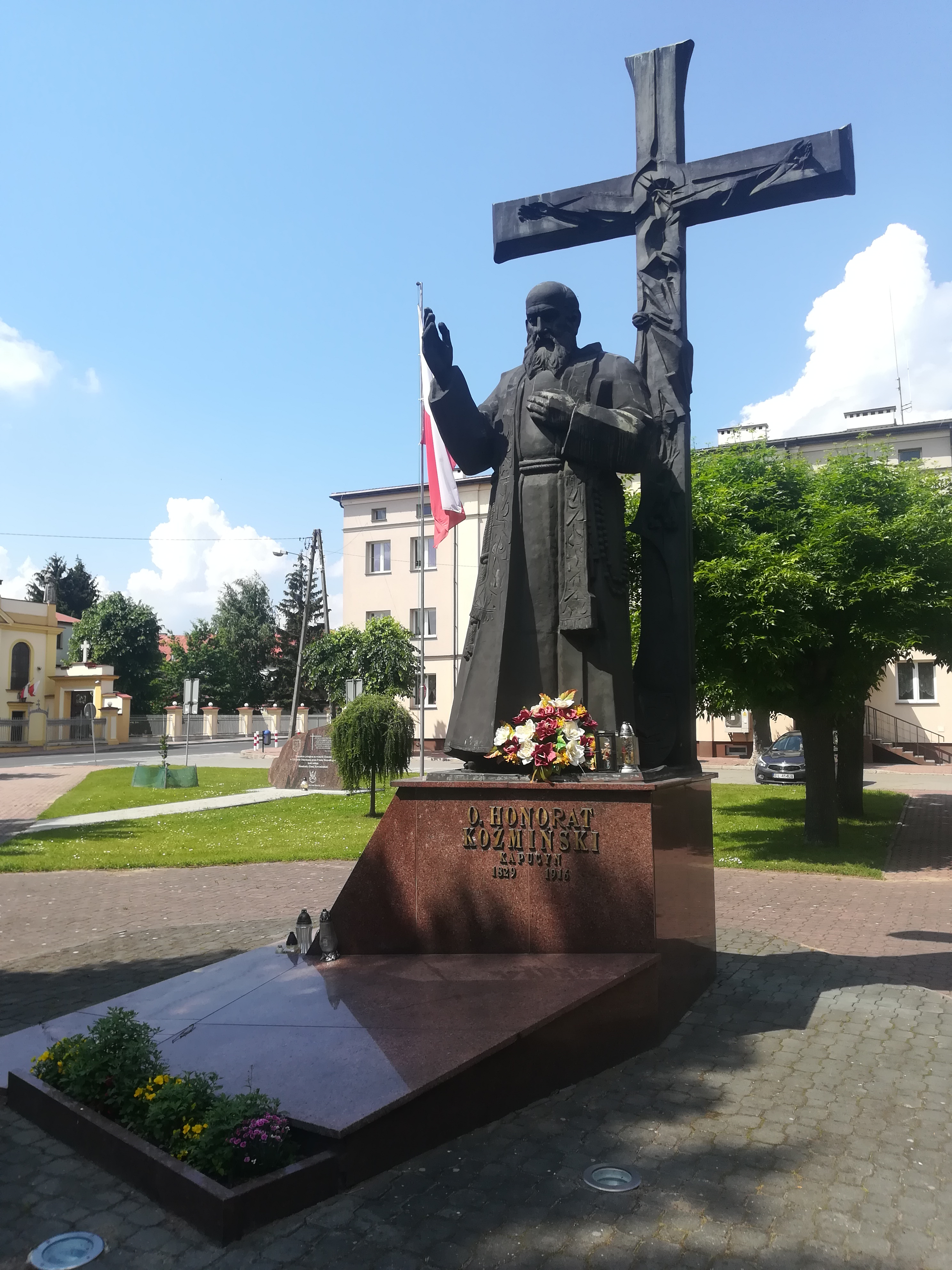
Pomnik w Nowym Mieście nad Pilicą

Portret olejny Bł. Honorata Koźmińskiego, autor: Zbigniew Kotyłło

Był drugim synem Stefana i Aleksandry z Kahlów. Do szkoły elementarnej uczęszczał w Białej Podlaskiej, a do gimnazjum w Płocku. W czasie nauki przeżył kryzys religijny i stracił wiarę, którą odzyskał 15 sierpnia 1846. Ukończył gimnazjum w wieku niespełna 15 lat.
Przez cztery lata, za namową ojca, studiował na Wydziale Budownictwa w Szkole Sztuk Pięknych w Warszawie. 23 kwietnia 1846 został aresztowany za udział w konspiracji antyrosyjskiej. Osadzony w X Pawilonie Cytadeli Warszawskiej zachorował na tyfus. Został zwolniony 27 lutego 1847 ze względu na zły stan zdrowia.
21 grudnia 1848 wstąpił do zakonu kapucynów w Lubartowie. Śluby proste złożył 21 grudnia 1849 i wyjechał do Lublina, by studiować filozofię. 18 grudnia 1850 złożył śluby uroczyste. W 1851 został przeniesiony na studia teologii do Warszawy, które ukończył w 1852, i został wykładowcą retoryki w Warszawie. Święcenia kapłańskie przyjął 27 grudnia 1852 z rąk arcybiskupa warszawskiego Antoniego Fijałkowskiego. W latach 1853–1855 wykładał teologię w Warszawie. W 1855 założył w Warszawie z Zofią Truszkowską Zgromadzenie Sióstr Felicjanek, którego zadaniem była działalność charytatywna.
Po upadku powstania styczniowego rząd rosyjski skasował wszystkie klasztory katolickie. Po kasacie klasztoru kapucynów w Warszawie 1864 zamieszkał w Zakroczymiu, a w 1892–1916 w Nowym Mieście. W celu ominięcia zakazu rosyjskiego Koźmiński zaczął zakładać w Kongresówce skryte zgromadzenia zakonne (skrytki), oparte na regule trzeciego zakonu św. Franciszka. W latach 1872–1898 założył 14 żeńskich zgromadzeń zakonnych skrytych. Ich zadaniem miało być uświęcenie osobiste, działalność charytatywna i akcja apostolska w rodzinach, fabrykach, szpitalach itd.
Z jednego z takich zgromadzeń (Zgromadzenie Sióstr Ubogich św. Matki Klary), rozwinął się mariawityzm założony przez zakonnicę, Marię Franciszkę Kozłowską, której o. Honorat był spowiednikiem.
Postarał się w 1889 roku o aprobatę Stolicy Apostolskiej dla zgromadzeń bezhabitowych, uzyskując od Stolicy Apostolskiej – dekretem Ecclesia Catholica z czerwca tego roku – zgodę na ich afiliację do zakonu kapucynów. Dzięki temu powstało 26 stowarzyszeń tercjarskich, a z nich powstało 16 zgromadzeń zakonnych. Powołał wówczas do życia m.in. Zgromadzenie Sióstr Serafitek w Warszawie. W latach 1859–1862 był gwardianem klasztoru warszawskiego. W 1895 został komisarzem generalnym kapucynów w prowincji polskiej.
16 października 1988 r. Jan Paweł II (w 10. rocznicę swojego pontyfikatu) dokonał jego beatyfikacji. Wspomnienie liturgiczne w Kościele katolickim na świecie obchodzone jest w dniu narodzin do życia wiecznego (dies natalis) za Martyrologium Rzymskim (16 grudnia). Kościół katolicki w Polsce wspomina bł. Honorata 13 października.
Sejm Rzeczypospolitej Polskiej ustanowił rok 2017 m.in. Rokiem Honorata Koźmińskiego.

## Zgromadzenia honorackie
| Nazwa                        | Pełna nazwa | Data założenia | Współzałożyciel(ka)                                |
| ---------------------------- | --- | -------------- | -------------------------------------------------- |
| Sługi Paralityków            | Zgromadzenie Sióstr Sług Paralityków                                                                               | 1873           | Feliks Sobański i Izabela Piłsudska                |
| Posłanniczki                 | Instytut Świecki Służebnic Najświętszego Serca Jezusa – Posłanniczek Maryi (Córki Królowej Naszej od Serca Jezusa) | 1874           | m. Józefa Chudzyńska                               |
| Franciszkanki od Cierpiących | Zgromadzenie Sióstr Franciszkanek od Cierpiących                                                                   | 1882           | sł. B. m. Kazimiera Gruszczyńska                   |
| Służki                       | Zgromadzenie Sióstr Służek Najświętszej Maryi Panny Niepokalanej                                                   | 1878           | m. Rozalia Szumska                                 |
| Serafitki                    | Zgromadzenie Sióstr Córek Matki Bożej Bolesnej                                                                     | 1881           | bł. m. Małgorzata Łucja Szewczyk                   |
| Służebniczki Szpitalne       | Zgromadzenie Sióstr Służebniczek Szpitalnych                                                                       | 1881           | ks. Władysław Czarnecki                            |
| Westiarki                    | Zgromadzenie Sióstr Westiarek Jezusa                                                                               | 1882           | m. Józefa Sabina Kawecka                           |
| Martanki, Gospodziarki       | Zgromadzenie Sióstr św. Marty                                                                                      | 1882           |                                                    |
| Słudzy Maryi                 | Zgromadzenie Braci Sług Maryi Niepokalanej                                                                         | 1883           |                                                    |
| Sługi Jezusa                 | Zgromadzenie Sług Jezusa                                                                                           | 1884           | m. Eleonora Ludwika Motylowska                     |
| Sercanki Bezhabitowe         | Zgromadzenie Córek Najczystszego Serca Najświętszej Maryi Panny                                                    | 1885           | m. Paula Malecka                                   |
| Kapłani Mariańscy            | Stowarzyszenie Mariańskie Świeckich Kapłanów                                                                       | 1886           |                                                    |
| Marylki                      | Zgromadzenie Sióstr Najświętszego Imienia Jezus pod opieką Najświętszej Maryi Panny Wspomożenia Wiernych           | 1887           | sł. B. m. Franciszka Maria Witkowska               |
| Mariawitki                   | Zgromadzenie Sióstr Ubogich św. Klary                                                                              | 1887           | m. Maria Franciszka Kozłowska                      |
| Honoratki                    | Zgromadzenie Małych Sióstr Niepokalanego Serca Maryi                                                               | 1888           | sł. B. m. Aniela Róża Godecka                      |
| Adoratorki Przebłagania      | Zgromadzenie Sióstr Adoratorek Przebłagania                                                                        | 1888           |                                                    |
| Obliczanki                   | Zgromadzenie Wynagrodzicielek Najświętszego Oblicza                                                                | 1888           | sł. B. m. Teresa od Oblicza Pańskiego Eliza Cejzik |
| Niewiasty Ewangeliczne       | Zgromadzenie Sióstr Niewiast Ewangelicznych                                                                        | 1889           |                                                    |
| Córki MB Częstochowskiej     | Zgromadzenie Sióstr Córek Matki Bożej Częstochowskiej                                                              | 1889           |                                                    |
| Wspomożycielki               | Zgromadzenie Sióstr Wspomożycielek Dusz Czyśćcowych                                                                | 1889           | m. Wanda Olędzka i m. Natalia Nitosławska          |
| Córki Jezusa Ukrzyżowanego   | Zgromadzenie Sióstr Córek Jezusa Ukrzyżowanego                                                                     | 1890           |                                                    |
| Niepokalanki Bezhabitowe     | Zgromadzenie Sióstr Córek Maryi Niepokalanej                                                                       | 1891           | m. Ludwika Waleria Gąsiorowska                     |
| Doloryści                    | Zgromadzenie Synów Matki Bożej Bolesnej                                                                            | 1893           |                                                    |
| Pocieszycielki               | Zgromadzenie Sióstr Pocieszycielek Najświętszego Serca Jezusowego                                                  | 1894           | m. Zofia Gertruda Krzymowska                       |
| Mężowie ewangeliczni         | Stowarzyszenie Służących Świętej Rodziny                                                                           | 1894           |                                                    |
| Pasterzanki                  | Zgromadzenie Służebnic Matki Dobrego Pasterza                                                                      | 1895           |                                                    |
| Infirmerki                   | Zgromadzenie Sióstr Infirmerek Najsłodszego Serca Jezusa                                                           |                |                                                    |

- Zgromadzenia oznaczone pogrubieniem przestały istnieć, jedno z nich (mariawitki) popadło w schizmę.